# Vernon (Vienne)
Vernon è un comune francese di 621 abitanti situato nel dipartimento della Vienne nella regione della Nuova Aquitania.

## Società

### Evoluzione demografica
Abitanti censiti